# Kukës (prefeitura)
Kukës (em albanês:  Qarku i Kukësit) é uma prefeitura da Albânia. Sua capital é a cidade de Kukës.

## Distritos
- Tropojë
- Kukës
- Has